# Richard Boucher
Richard Boucher (Créteil, 1932. március 1. – Toulouse, 2017. szeptember 26.) válogatott francia labdarúgó, hátvéd, edző.

## Pályafutása
1950 és 1953 között a VGA Saint-Maur csapatában kezdte a labdarúgást. 1953 és 1962 között a Toulouse labdarúgója volt, ahol egy francia kupa győzelmet ért el az együttessel. Az 1962–63-as  idényben az Olympique de Marseille játékosa volt.
1957 és 1961 között három alkalommal szerepelt a francia válogatottban.
1972 és 1975 között háromszor volt a Toulouse FC vezetőedzője.

## Sikerei, díjai
Toulouse FC
- Francia kupa
  - győztes: 1957